# Michelle Roark
Michelle Roark (* 16. November 1974 in Artesia, New Mexico) ist eine ehemalige US-amerikanische Freestyle-Skierin. Sie war auf die Buckelpisten-Disziplinen Moguls und Dual Moguls spezialisiert.

## Biografie
Als Kind war Roark zunächst Eiskunstläuferin, wechselte dann aber aufgrund zu hoher Trainingskosten zum Buckelpistenfahren. 1990 wurde sie amerikanische Juniorenmeisterin, konnte dann aber in den folgenden zwei Wintern verletzungsbedingt keine Wettkämpfe bestreite. Aus diesem Grund konzentrierte sie sich auf ihr Studium an der Colorado School of Mines in Boulder, wo sie in den Fächern Chemieingenieurwesen, Raffination und Umweltwissenschaften abschloss.
Am 15. Dezember 1994 debütierte Roark im Freestyle-Skiing-Weltcup und kam in Tignes auf den 17. Platz. In den folgenden Jahren nahm sie wegen des Studiums nur an wenigen Rennen teil. Die erste volle Saison bestritt sie im Winter 1999/2000. Am 30. Januar 1999 gewann sie in Whistler ihr erstes Weltcuprennen, am darauf folgenden Tag ihr zweites. Schließlich konnte sie die Dual-Moguls-Disziplinenwertung für sich entscheiden. Bis zu den nächsten Podestplatzierungen vergingen fast drei Jahre.
Bei der Weltmeisterschaft 2003 in Deer Valley gewann Roarke hinter der Norwegerin Kari Traa die Silbermedaille in der Disziplin Moguls. Im Januar 2005 konnte sie nach mehr als fünf Jahren ihren dritten Weltcupsieg feiern. Zwei weitere Rennen konnte sie in der Saison 2005/06 gewinnen. Im Januar 2008 stand sie zum letzten Mal zuoberst auf dem Podest. Sie beendete ihre Karriere nach den Olympischen Winterspielen 2010.
Roarke gründete in Denver das Unternehmen Phinomenal, das Parfüms aus rein natürlichen Inhaltsstoffen herstellt. Die Herstellung herkömmlicher Parfüms auf der Basis von synthetischem Alkohol lehnt sie aus gesundheitlichen Gründen ab.

## Erfolge

### Olympische Spiele
- 2006 Turin: 18. Moguls
- 2010 Vancouver: 17. Moguls

### Weltmeisterschaften
- 1999 Hasliberg: 9. Dual Moguls, 25. Dual Moguls
- 2003 Deer Valley: 2. Moguls
- 2005 Ruka: 13. Moguls, 15. Dual Moguls
- 2007 Madonna di Campiglio: 15. Moguls
- 2009 MadonnaCampiglio: 16. Moguls

### Weltcupsiege
Roark errang bis jetzt 16 Podestplätze, davon 6 Siege:
| Datum           | Ort         | Land   | Disziplin   |
| --------------- | ----------- | ------ | ----------- |
| 30. Januar 1999 | Whistler    | Kanada | Moguls      |
| 31. Januar 1999 | Whistler    | Kanada | Dual Moguls |
| 27. Januar 2005 | Deer Valley | USA    | Moguls      |
| 13. Januar 2006 | Deer Valley | USA    | Moguls      |
| 20. Januar 2006 | Lake Placid | USA    | Moguls      |
| 20. Januar 2008 | Lake Placid | USA    | Moguls      |

## Weitere Erfolge
- 2 Siege im Nor-Am Cup
- 2 amerikanische Meistertitel (Dual Moguls 2008, Moguls 2009)